# Верность матери
«Верность матери» — второй фильм, посвящённый матери Владимира Ильича Ленина — Марии Александровне Ульяновой (фильм первый — «Сердце матери», 1965).

## Сюжет
Действие второго фильма дилогии о матери вождя пролетариата Владимира Ленина охватывает период с 1900 по 1917 гг.
Ход исторических событий заставил Марию Александровну увидеть, что у её детей очень много единомышленников, последователей. В сцене чтения реферата, где Ленин уже выступает как вождь, много давший России, мать начинает понимать, что если что-нибудь могло примирить её с гибелью Александра, то это только сознание необходимости выбранного Володей пути.
Мать старалась всегда быть сдержанной, не любовалась своим горем, никогда не стремилась к жалости со стороны других. Один только раз в фильме отразились материнские чувства — в сцене, когда Мария Александровна играет на рояле, и перед ней проходит вся её жизнь. И тогда мы видим заново, что пережила эта женщина. У Марии Александровны, женщины аристократического происхождения, такой судьбы могло и не быть. Но её дети избрали сами такую судьбу, и вот как она это приняла, какой оказалась мужественной.

## В ролях
Наша главная задача состояла в том, чтобы раскрыть влияние семьи на формирование Владимира Ильича. Мы пытались показать, как мать становится единомышленницей своих детей. Отношения с матерью раскрывают одну из прекраснейших сторон личности Владимира Ильича.
- Елена Фадеева — Мария Александровна Ульянова
- Нина Меньшикова — Анна Ульянова
- Родион Нахапетов — Владимир Ульянов
- Геннадий Чёртов — Александр Ульянов
- Юрий Соломин — Дмитрий Ульянов
- Тамара Логинова — Мария Ульянова
- Александра Москалёва — Елизавета Васильевна Крупская
- Эльмира Капустина — Надежда Крупская
- Надежда Федосова — Прасковья Осьмихина
- Виктор Шахов — Павел Осьмихин
- Георгий Епифанцев — Марк Елизаров
- Юрий Быков — Горчилин
- Аркадий Цинман — жандармский генерал
- Владимир Емельянов — полковник
- Павел Тарасов — управляющий
- Данута Столярская — жена Дмитрия Ульянова (в титрах не указана)
- Ирина Донская — хозяйка дома (в титрах не указана)
- Валентина Ананьина — женщина, которая должна была произвести досмотр (в титрах не указана)
- Виктор Колпаков — дворник (в титрах не указан)
- Фёдор Никитин — доктор (в титрах не указан)
- Георгий Тусузов — сосед (в титрах не указан)
- Андрей Цимбал — жандармский генерал (в титрах не указан)

## Съёмочная группа
- Авторы сценария: Зоя Воскресенская, Ирина Донская
- Режиссёр: Марк Донской
- Оператор: Михаил Якович
- Художник: Борис Дуленков

## Премии
- Премия Московской городской комсомольской организации, 1970 г. — актёру Родиону Нахапетову за создание образа Владимира Ульянова в фильмах «Сердце матери» и «Верность матери»[2].